# Frederico II de Meclemburgo-Schwerin
Frederico II de Meclemburgo-Schwerin (Schwerin, 9 de novembro de 1717 – Ludwigslust, 21 de abril de 1785), apelidado de "o Piedoso", foi o Duque de Meclemburgo-Schwerin de 1756 até sua morte.

## Primeiros anos
Frederico nasceu em Schwerin, filho do duque Cristiano Luís II de Meclemburgo-Schwerin e da sua esposa, a duquesa Gustava Carolina de Meclemburgo-Strelitz.
Durante a sua infância e juventude, a sua tia-avó, a duquesa Augusta de Meclemburgo-Schwerin teve uma grande influência no seu desenvolvimento intelectual e espiritual, transmitindo-lhe as suas crenças no pietismo.

## Duque de Meclemburgo-Schwerin
Após a morte do seu pai em 1756, Frederico assumiu o governo do ducado. Pouco depois da sua subida ao trono, o estado entrou na Guerra dos Sete Anos.
Frederico apoiava o pietismo. Encorajou o sistema escolar, promoveu a manufactura têxtil e aboliu a tortura. Em 1764, trocou a sua residência em Schwerin pelo Schloss Ludwigslust. Em 1765, ordenou a construção da Igreja Imperial que ficou concluída em 1770 e é actualmente conhecida por Igreja da Cidade, da autoria do arquitecto Johann Joachim Busch e continuou a expansão do Schloss Ludwigslust entre 1772 e 1776.

## Casamento
Frederico casou-se no dia 2 de março de 1746 com a duquesa Luísa Frederica de Württemberg, filha do príncipe-herdeiro Frederico Luís de Württemberg e da marquesa Henriqueta Maria de Brandemburgo-Schwedt. O casal não teve filhos.
Após a sua morte, o ducado foi herdado pelo seu sobrinho Frederico Francisco, filho do seu irmão Luís.